# Liste der denkmalgeschützten Objekte in Pinkafeld
Die Liste der denkmalgeschützten Objekte in Pinkafeld enthält die 22 denkmalgeschützten, unbeweglichen Objekte der Gemeinde Pinkafeld.

## Denkmäler
| Foto |                 | Denkmal                                                                            | Standort                                           | Beschreibung | Metadaten |
| ---- | --------------- | ---------------------------------------------------------------------------------- | -------------------------------------------------- | --- | --- |
| ja   | Datei hochladen | Ehem. Grenzgasthaus HERIS-ID: 12290 Objekt-ID: 8428                                | Hochart 26 Standort KG: Hochart                    | Das ehemalige Grenzgasthaus stammt ursprünglich aus der Mitte des 18. Jahrhunderts und wurde im 19. Jahrhundert erweitert. | BDA-Hist.: Q38126697 Status: Bescheid Stand der BDA-Liste: 2025-06-30 Name: Ehem. Grenzgasthaus GstNr.: 704 Grenzgasthaus Hochart, Pinkafeld                                           |
| ja   | Datei hochladen | Bauernhaus HERIS-ID: 12291 Objekt-ID: 8429                                         | Hianzensteig 1 Standort KG: Hochart                | Der Vierseithof wurde am Beginn des 19. Jahrhunderts erbaut. | BDA-Hist.: Q38126717 Status: Bescheid Stand der BDA-Liste: 2025-06-30 Name: Bauernhaus GstNr.: 266                                                                                     |
| ja   | Datei hochladen | Kalvarienbergkirche HERIS-ID: 12250 Objekt-ID: 8385                                | Am Kalvarienberg 5b Standort KG: Pinkafeld         | Der älteste noch bestehende Kirchenbau Pinkafelds. Errichtet um 1748 unter Graf Ádám II. von Batthyány. An die Südseite der Kirche ist eine Eremitage (Einsiedelei) angebaut. Auch der Kreuzweg zur Kalvarienbergkirche stammt aus der Zeit um 1748. | BDA-Hist.: Q18193218 Status: § 2a Stand der BDA-Liste: 2025-06-30 Name: Kalvarienbergkirche GstNr.: 7013, 7014 Kalvarienbergkirche Pinkafeld                                           |
| ja   | Datei hochladen | Kruzifix HERIS-ID: 12274 Objekt-ID: 8411                                           | Engleitenstraße Standort KG: Pinkafeld             | Das erste Kreuz an dieser Stelle soll um 1879 mit einem Blechcorpus errichtet worden sein. Zu Kriegsende 1945 wurde der blecherne Christus von russischen Gewehrkugeln durchlöchert. Danach wurde ein Corpus aus Holz angebracht. 1984 wurden ein neues Kreuz mit neuem Corpus errichtet. | BDA-Hist.: Q38126478 Status: § 2a Stand der BDA-Liste: 2025-06-30 Name: Kruzifix GstNr.: 1                                                                                             |
| ja   | Datei hochladen | Bauernhaus, Ackerbürgerhaus HERIS-ID: 12270 Objekt-ID: 8407seit 2016               | Franz Kugler-Gasse 1 Standort KG: Pinkafeld        | | BDA-Hist.: Q38126372 Status: Bescheid Stand der BDA-Liste: 2025-06-30 Name: Bauernhaus, Ackerbürgerhaus GstNr.: 105                                                                    |
| ja   | Datei hochladen | Wegkapelle hl. Johannes Nepomuk HERIS-ID: 12273 Objekt-ID: 8410                    | Grazer Straße Standort KG: Pinkafeld               | In der Nische der Kapelle befindet sich eine Sandsteinfigur des hl. Nepomuk aus dem 19. Jahrhundert. | BDA-Hist.: Q38126461 Status: § 2a Stand der BDA-Liste: 2025-06-30 Name: Wegkapelle hl. Johannes Nepomuk GstNr.: 1449 Nepomukkapelle Pinkafeld                                          |
| ja   | Datei hochladen | Rathaus HERIS-ID: 12257 Objekt-ID: 8393                                            | Hauptplatz 1 Standort KG: Pinkafeld                | Das Rathaus wurde 1951–1954 errichtet und stammt von den Baumeistern Putsch und Brestyansky. Es weist im Erdgeschoß einen rundbogigen Arkadengang auf. | BDA-Hist.: Q38125978 Status: § 2a Stand der BDA-Liste: 2025-06-30 Name: Rathaus GstNr.: 94, 95, 93 Rathaus Pinkafeld                                                                   |
| ja   | Datei hochladen | Kriegerdenkmal HERIS-ID: 12272 Objekt-ID: 8409                                     | vor Hauptplatz 2 Standort KG: Pinkafeld            | Das Kriegerdenkmal mit seiner eher abstrakten Formensprache stammt aus den Jahren 1923/24. | BDA-Hist.: Q38126420 Status: § 2a Stand der BDA-Liste: 2025-06-30 Name: Kriegerdenkmal GstNr.: 93 Kriegerdenkmal Pinkafeld                                                             |
| ja   | Datei hochladen | ehem. Sparkassengebäude HERIS-ID: 12258 Objekt-ID: 8394                            | Hauptplatz 2 Standort KG: Pinkafeld                | Das ehemalige Bankgebäude stammt aus der Zeit um 1900 | BDA-Hist.: Q38125996 Status: Bescheid Stand der BDA-Liste: 2025-06-30 Name: ehem. Sparkassengebäude GstNr.: 92 Sparkassengebäude, Pinkafeld                                            |
| ja   | Datei hochladen | Bürgerhaus HERIS-ID: 12260 Objekt-ID: 8396                                         | Hauptplatz 15 Standort KG: Pinkafeld               | In dem Gebäude war in den 1920er Jahren das Heimatmuseum untergebracht. | BDA-Hist.: Q38126054 Status: § 2a Stand der BDA-Liste: 2025-06-30 Name: Bürgerhaus GstNr.: 155 Durchgangshaus, Pinkafeld                                                               |
| ja   | Datei hochladen | Evang. Pfarrhaus A.B. HERIS-ID: 12248 Objekt-ID: 8383                              | Kirchengasse 5 Standort KG: Pinkafeld              | | BDA-Hist.: Q38125683 Status: § 2a Stand der BDA-Liste: 2025-06-30 Name: Evang. Pfarrhaus A.B. GstNr.: 433 Evangelisches Pfarrhaus Pinkafeld                                            |
| ja   | Datei hochladen | Evang. Pfarrkirche A.B. HERIS-ID: 12247 Objekt-ID: 8382                            | Kirchengasse 7 Standort KG: Pinkafeld              | Die Evangelische Kirche wurde 1785 fertiggestellt. 1822 entstand ihr gemauerter Turm. Kaiser Joseph II. erteilte den Protestanten das Recht, eigene Gotteshäuser zu errichten, jedoch durften diese keinen Turm haben, der Eingang musste vom Ortszentrum abgewendet sein und durfte nicht direkt an der Straße liegen. Deshalb befindet sich die Kirche in einer Nebenstraße, ihr Eingang befindet sich nicht unmittelbar an der Straße und ist vom Ortszentrum abgewendet.           | BDA-Hist.: Q18192751 Status: § 2a Stand der BDA-Liste: 2025-06-30 Name: Evang. Pfarrkirche A.B. GstNr.: 432 Evangelische Pfarrkirche Pinkafeld                                         |
| ja   | Datei hochladen | Mariensäule HERIS-ID: 12276 Objekt-ID: 8413                                        | vor Marktplatz 1 Standort KG: Pinkafeld            | Die Säule wurde 1757 in der kanonischen Visitation erstmals erwähnt. Historiker nehmen an, dass sie aus Dankbarkeit über die endgültige Abwehr der Türken errichtet wurde, die Pinkafeld im Jahre 1532 zerstört und auch später überfallen hatten. | BDA-Hist.: Q38126488 Status: § 2a Stand der BDA-Liste: 2025-06-30 Name: Mariensäule GstNr.: 93 Mariensäule Pinkafeld                                                                   |
| ja   | Datei hochladen | Straßenbrücke, Römerbrücke HERIS-ID: 15898 Objekt-ID: 12151                        | Standort KG: Pinkafeld                             | Die „Römerbrücke“ wurde vermutlich um 1750 errichtet. Sie liegt in den beiden Gemeinden Grafenschachen und Pinkafeld. | BDA-Hist.: Q23689575 Status: § 2a Stand der BDA-Liste: 2025-06-30 Name: Straßenbrücke, Römerbrücke GstNr.: 6100 Römerbrücke Pinkafeld-Grafenschachen                                   |
| ja   | Datei hochladen | Altes Rathaus, Stadtmuseum HERIS-ID: 12265 Objekt-ID: 8401                         | Rathausplatz 1 Standort KG: Pinkafeld              | Das älteste noch erhaltene Bauwerk Pinkafelds. Errichtet zu Beginn des 17. Jahrhunderts. Ab 1629 im Besitz der Landadelsfamilie Rindsmaull. 1728 erwarb die Gemeinde Pinkafeld das Haus und nützte es bis ca. 1848 als Landgericht und bis 1954 als Rathaus. Ab 1954 Nutzung für Wohnzwecke, später als städtischer Kindergarten. Seit 1989 befindet sich in dem Gebäude das Pinkafelder Stadtmuseum.                                                                                  | BDA-Hist.: Q18413196 Status: § 2a Stand der BDA-Liste: 2025-06-30 Name: Altes Rathaus, Stadtmuseum GstNr.: 108 Altes Rathaus, Pinkafeld                                                |
| ja   | Datei hochladen | Volksschule HERIS-ID: 12264 Objekt-ID: 8400                                        | Rathausplatz 11 Standort KG: Pinkafeld             | Von 1897 bis 1928 beherbergte das Gebäude eine Staatsbürgerschule. Die Staatsbürgerschule wurde ab 1928 als Hauptschule für Knaben und Mädchen weitergeführt und befand sich bis 1972 hier. | BDA-Hist.: Q38126192 Status: § 2a Stand der BDA-Liste: 2025-06-30 Name: Volksschule GstNr.: 122, 125, 121 Volksschule Pinkafeld                                                        |
| ja   | Datei hochladen | Ehem. Schloss Batthyány – heute Landesberufsschule HERIS-ID: 12266 Objekt-ID: 8402 | Schloßgasse 1 Standort KG: Pinkafeld               | Das Schloss dürfte schon zu Beginn des 17. Jahrhunderts, in der Zeit der Königsberger errichtet worden sein. Es ist ein mehrgeschoßiges Renaissancegebäude, umgeben von einer Meierei und mit einem Arkadengang versehen. Zwischen 1646 und 1648 ließ Ádám Batthyány das Schloss um ein Torgebäude erweitern, das mit einer Zugbrücke versehen war. | BDA-Hist.: Q1586713 Status: § 2a Stand der BDA-Liste: 2025-06-30 Name: Ehem. Schloss Batthyány – heute Landesberufsschule GstNr.: 698, 702/1, 703, 757/27 Schloss Batthyány, Pinkafeld |
| ja   | Datei hochladen | Kapelle hl. Josef HERIS-ID: 12249 Objekt-ID: 8384                                  | vor Steinamanger Straße 58a Standort KG: Pinkafeld | Die barocke Kapelle (im Volksmund auch als „Spatzenkapelle“ oder „Rosskapelle“ bezeichnet) gegenüber dem Bahnhof Alt-Pinkafeld wurde kurz vor 1730 unter Graf Sigismund von Batthyány anstelle eines früheren Kapellenbaus errichtet. | BDA-Hist.: Q38125722 Status: § 2a Stand der BDA-Liste: 2025-06-30 Name: Kapelle hl. Josef GstNr.: 1945                                                                                 |
| ja   | Datei hochladen | Kath. Pfarrkirche hll. Peter und Paul HERIS-ID: 12246 Objekt-ID: 8381              | Weinhoferplatz Standort KG: Pinkafeld              | Bereits im frühen 16. Jahrhundert stand an dieser Stelle eine Kirche. Nach der Belagerung von Güns im Jahr 1532 zerstörten die Truppen Sultan Süleymans I. Pinkafeld vollkommen. Danach wurde die Kirche neu errichtet. Die heutige römisch-katholische Kirche wurde 1772 erbaut, nachdem die Kirche von 1532 zu klein geworden war. Nördlich der Kirche steht ein Steinkreuz aus dem Jahr 1825, das an den ehemaligen Friedhof erinnert, der sich bis 1779 rund um die Kirche befand. | BDA-Hist.: Q18413253 Status: § 2a Stand der BDA-Liste: 2025-06-30 Name: Kath. Pfarrkirche hll. Peter und Paul GstNr.: 1 Pfarrkirche hll. Peter und Paul, Pinkafeld                     |
| ja   | Datei hochladen | Pfarrhof HERIS-ID: 12268 Objekt-ID: 8405                                           | Weinhoferplatz 1 Standort KG: Pinkafeld            | Errichtet zwischen 1904 und 1907 oder 1907 bis 1910. | BDA-Hist.: Q38126301 Status: § 2a Stand der BDA-Liste: 2025-06-30 Name: Pfarrhof GstNr.: 83 Katholischer Pfarrhof Pinkafeld                                                            |
| ja   | Datei hochladen | Alte Volksschule, Pfarrheim HERIS-ID: 12269 Objekt-ID: 8406                        | Weinhoferplatz 2 Standort KG: Pinkafeld            | Das Gebäude wurde von der Familie Batthyány als gräfliches Kastell erbaut. Von 1855 bis 1872 befand sich darin die röm. kath. Volksschule. Ab dem Schuljahr 1972/73 bis 1984 waren in der Weinhoferschule Klassen der öffentlichen Volksschule untergebracht. In Gedenken an den Pinkafelder Pfarrer Joseph Michael Weinhofer (1778–1859) wird das Pfarrheim heute auch Weinhoferschule genannt.                                                                                       | BDA-Hist.: Q38126352 Status: § 2a Stand der BDA-Liste: 2025-06-30 Name: Alte Volksschule, Pfarrheim GstNr.: 81 Katholisches Pfarrheim Pinkafeld                                        |
| ja   | Datei hochladen | Friedhofskapelle HERIS-ID: 12251 Objekt-ID: 8386                                   | Wiener Straße 5, südlich Standort KG: Pinkafeld    | Die Kapelle ist ein frühes Werk des Wiener Architekten Carl Roesner und gilt als kunsthistorisch bemerkenswertes Bauwerk des romantischen Historismus. Sie ist ein einfacher neugotischer Bau über rechteckigem Grundriss. Der Grundstein zum Bau der Kapelle wurde am 27. April 1835 gelegt. | BDA-Hist.: Q1457521 Status: § 2a Stand der BDA-Liste: 2025-06-30 Name: Friedhofskapelle GstNr.: 800 Friedhofskapelle Pinkafeld                                                         |